# Massimo Ganci
Massimo Ganci (Milánó, 1981. november 17. –) olasz labdarúgócsatár. Pályafutása során számos olasz csapatban megfordult.